# برينت قاي
برينت قاي (بالإنجليزية: Brent Guy)‏ هو لاعب كرة قدم أمريكية أمريكي، ولد في 5 سبتمبر 1960 في بيريتون في الولايات المتحدة.